# Tisza-per

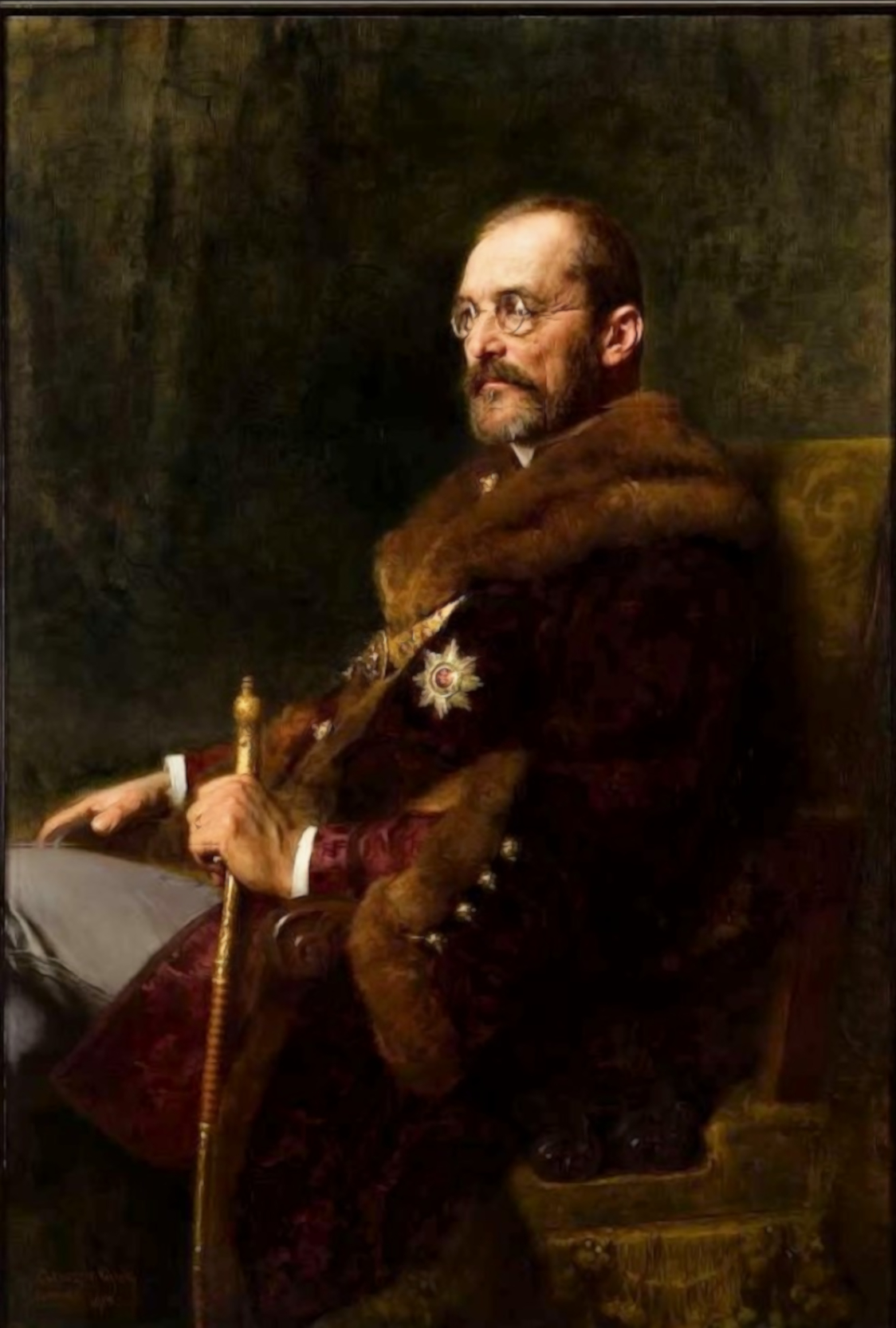
Benczúr Gyula: Gróf Tisza István portréja

Az úgynevezett Tisza-per az 1920-21-ben a Teleki-, illetve Bethlen-kormány alatt lezajlott per volt, amelynek tárgya a két évvel korábban, az őszirózsás forradalom napján Tisza István volt miniszterelnök ellen elkövetett halálos merénylet volt. Bethlen István miniszterelnök, látva az egyik vádlott vallomásán alapuló vád jogi értéktelenségét és a per csődjét, végül lezáratta a Tisza-gyilkosság ügyét, új vizsgálatot azonban nem rendelt el. A vádlottak egy részét felmentették vagy ejtették ellenük a vádat, mások büntetését enyhítették, illetve megszüntették a kiadatásukért indított kérelmet. Az ítéletekkel, illetve végrehajtásukkal – Pölöskei Ferenc véleménye szerint – végül azokat sújtották, akik a vádat az erőszakos vallatások hatására vagy enyhébb büntetés reményében tett vallomásaikkal megalapozták.

## A gyilkosság

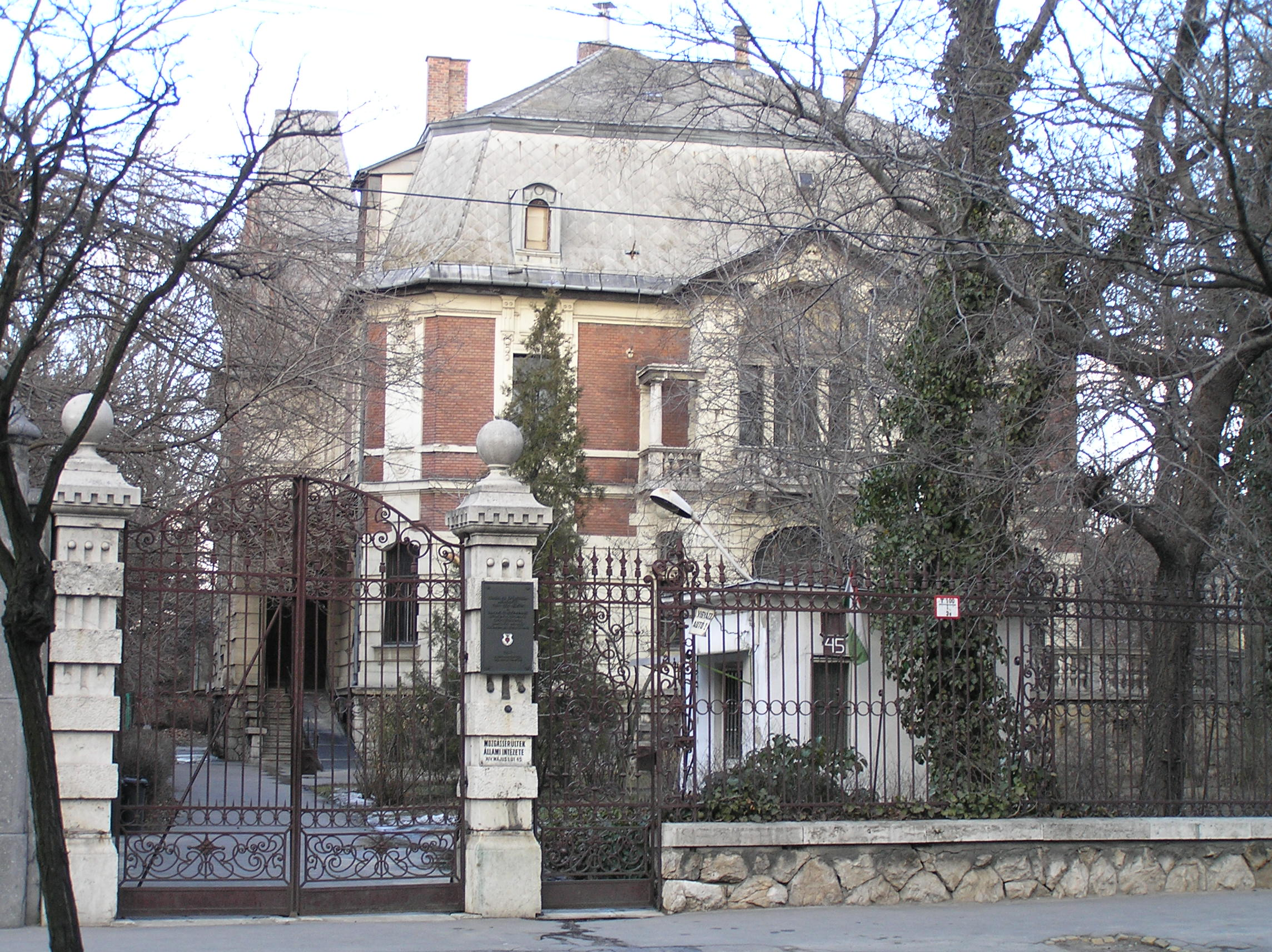
A gyilkosság helyszíne, a Tisza által bérelt, 1900-ban épült Róheim-villa napjainkban (Budapest XIV., Hermina út 45.)

1918. október 31-én délután 5 óra körül Tisza István Hermina út 45. (abban az időben 35.) szám alatti – bérelt – villája előtt csoportosulás volt, amelynek a résztvevői Tisza-ellenes jelszavakat kiabáltak. 6 óra felé két katonai teherautó érkezett több katonaruhás egyénnel és fegyverekkel (többek között két géppuskával). Nyolcan az épület hátsó részénél átugrották a vaskerítést. A villa őrzésére kirendelt és Csonka János detektív-főfelügyelő parancsnoksága alatt álló rendőrök korábban parancsot kaptak a villa azonnali elhagyására, miután ők telefonon a váltásukra érkező csapat késlekedése miatt érdeklődtek. A támadók lefegyverezték az egyetlen hátramaradott rendőrt, majd több csoportra oszoltak. Négy fegyveres belopózott a villába, és az előcsarnokban lefegyverezte az inast is. Ezután hárman az ebédlőbe mentek, ahol revolverrel a kezében Tisza István fogadta őket, majd pár pillanattal később a felesége, Tisza Ilona grófnő és az unokahúga, Almássy Denise grófnő (1890–1950) is elébük lépett. A gróf rövid szóváltás után a kandalló párkányára dobta a pisztolyát. A középen álló, a puskáját lövésre készen tartó férfi azt kiáltotta neki: „Ön okozta a háborút!” Bár a nők többszöri felszólítás után sem távoztak, a Mannlicherek csöve a levegőbe emelkedett; abban a pillanatban Tisza rávetette magát az egyik merénylőre. Dulakodás közben négy vagy öt lövés dördült el. Kettő Tisza grófot érte: az egyik a jobb hónalja alatt hatolt be, a másik pedig a hasán érte, de összetörve az arany zsebóráját, a padlóba fúródott. A harmadik lövedék csak súrolta Almássy grófnő arcát. Látva a haláltusáját vívó grófot, a fegyveresek eltávoztak.
Az akkor megindult nyomozás eredménytelen volt, a hatóságok kóbor katonák tettének tételezték fel a bűncselekményt.
Tisza Istvánt november 3-án helyezték örök nyugalomra a geszti családi sírboltban.

## A vád
A Tanácsköztársaság bukása után a két – katonai és polgári részből álló – per vádiratának előkészítésekor az igazságszolgáltatás nem elsősorban a gyilkosság konkrét körülményeit vizsgálta, hanem a felbujtókat igyekezett eleve az őszirózsás forradalom vezetőiben, politikusokban, újságírókban, katonákban megtalálni. Ennek megfelelően a budapesti királyi ügyészség rendeletére újra megindult nyomozás már azt állapította meg, hogy a gyilkosság előre kitervelt volt. A felbujtással Fényes László újságírót és volt képviselőt, Tisza egyik legkövetkezetesebb politikai ellenfelét és a Károlyi Mihály köréhez tartozó Kéri Pál újságírót vádolták meg. A vád szerint a merénylet ötlete Kéritől származott, aki Csernyák Imre századost, a 11-es Katonatanács elnökét is megnyerte tervének, a végrehajtásra pedig a Károlyi-párt köreihez tartozó katonákat sikerült rávenniük.

## A katonai per
Az 1920. augusztus 2-ától szeptember 15-ig a hadosztálybíróság által lefolytatott katonai per vádlottai:
- Hüttner Sándor főhadnagy, 15 évi fegyházbüntetésre ítélték; nagyrészt az ő vallomásán alapult a vádirat. A Tanácsköztársaság bukása után átállt, Mezőkövesden fogadta a bevonuló román királyi csapatokat, és félt, hogy fehér tisztek kezére kerülve megölik. Csalás, sikkasztás és hivatali hatalommal való visszaélés miatt korábban eljárás indult ellene, de tarthatott attól is, hogy a Tisza-gyilkosság ügyében perbe fogják. Szorult helyzetéből menekülve, s az enyhébb büntetés reményében vállalta a tanú, majd a tettes szerepét is a Tisza-gyilkosságban. Vallomása szerint az adott napon 5 óra után az Astoria szállóból Kéri Pál és Csernyák Imre vezetésével két autón indultak el Tisza Istvánt meggyilkolni, katonaruhában, Mannlicher fegyverrel felszerelkezve. Kéri Pál a villa előtt foglalta el őrhelyét, Csernyák a kapunál, Hüttner, Müller, Kundaecker és Láng pedig a kertben. Eközben Pogány, Dobó, Horvát-Sanovics és Sztanykovszki  a villa előcsarnokában a feleségével és unokahúgával velük szembe jövő Tisza Istvánt rövid szóváltás után agyonlőtték. Hüttner Almássy Denise grófnő, Tiszának a merénylet idején a villában tartózkodó unokahúga és a személyzet vallomását ismételte meg a nevekkel kiegészítve. Almássy Denise és a személyzet azonban a szembesítéskor egyik vádlottat sem ismerte fel határozottan, illetve az ellenpróbaként eléjük állított, katonaruhába öltöztetett börtönőrök egyikében is hasonlóságot fedeztek fel.
- Sztanykovszky Tibor joghallgató, zászlóst, kötél általi halálra ítélték, de fellebbezett, büntetését a hadbíróság 17 éves fegyházbüntetésre változtatta, amit leült, és 1937. december 4-én[7] szabadult a szegedi Csillagbörtönből. Egy 1963-as beadványában – amelynek célja az volt, hogy a nyilas pártba való 1938-as belépése miatti kegyvesztettségből 1918-as forradalmi szerepére hivatkozva rehabilitáltassa magát – megemlítette a merényletben való részvételét.
- Dobó István tengerész őrmester. A perben tanúkat sorakoztatott fel annak igazolására, hogy a gyilkosság időpontjában a Kelenvölgyi pályaudvaron, csapategységénél tartózkodott. Kötél általi halálra ítélték, de a két per közti időszakban meghalt a börtönben.
- Horvát-Sanovics Tivadar tengerész őrmester, megszökött.

A katonai per szinte teljes tárgyalási anyaga megvan. Csaknem 400 oldalas kötetben olvasható a Bencsik Gábor szerkesztésében megjelent Gróf Tisza István gyilkosai a hadbíróság előtt című művében (Magyar Ház Könyvek, Budapest, év nélkül).

## A polgári per
A polgári perben, amely már a Bethlen-kormány idején, 1921. április 12-től október 5-ig tartott, Gadó István kúriai bíró ítélkezett 1921. október 6-án. A perbe fogott személyek:

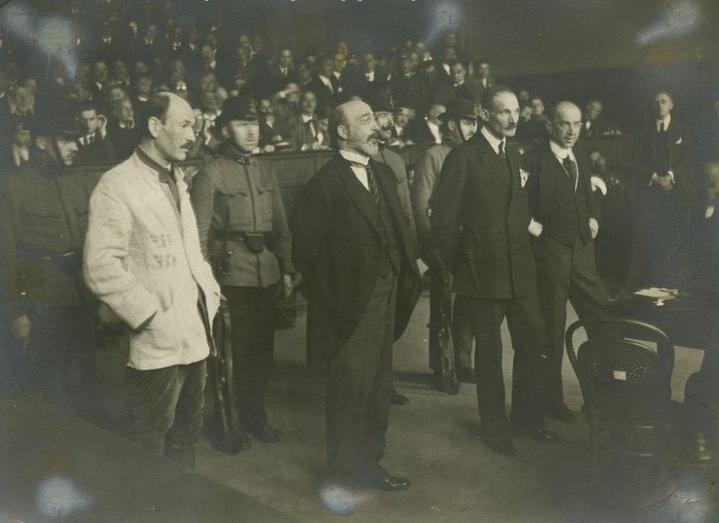
Kéri, Fényes, Gärtner és Wilheim-Vágó vádlottak az ítélethirdetéskor

- Fényes László (Az Est újságírója, 1918. október végén a Nemzeti Tanács tagja és a nemzetőrség kormánybiztosa) Az ellene emelt felbujtási vád egy állítólagos kijelentésére épült, miszerint „forradalmat nem lehet szenteltvízzel csinálni”. Bizonyítékok hiányában felmentették.
- Kéri Pál (Az Est újságírója, Károlyi Mihály bizalmasa) Egyes tanúvallomások szerint 1918. október 31-én délután négy óra körül aranyóráját elővéve kijelentette: Tisza másfél óra múlva már nem él. Kötél általi halálra ítélték, az ítéletet azonban nem hajtották végre: 1922-ben, már a Bethlen-kormány idején a szovjet kormánnyal kötött fogolycsere-egyezmény alapján Moszkvába került.[8]
- Friedrich István (1918-ban a Károlyi Mihály-kormányban hadügyi államtitkár, a Tanácsköztársaság idején mint az egyik ellenforradalmi csoport vezetőjét letartóztatták, de megszökött. A Fehérház Bajtársi Egyesület nevű ellenforradalmi szervezet tagjaként 1919. augusztus 6-án részt vett a Peidl-kormányt eltávolító puccsban. József főherceg megbízása alapján 1919. augusztus 7-től november 25-ig miniszterelnök, majd 1920. március 15-ig hadügyminiszter). A bíróság ejtette a vádat ellene.
- Wilheim Vágó Jenő Azzal vádolták, hogy 1918. október 31-én 11 körül a Roheim-villában járt Horvát-Sanoviccsal, hogy terepszemlét tartsanak. Vallomásai nem voltak egyértelműek; néhol beismerte, hogy járt ott, de azzal a céllal, hogy Tiszát figyelmeztesse, veszélyben van, távoznia kellene. Bizonyíték hiányában felmentették.
- Gärtner Marcell vegyészmérnök. Ugyanazzal vádolták, mint Wilheim Vágó Jenőt; az erőszakos vallatások hatására időnként beismerte a vádat. 14 évi fegyházbüntetésre ítélték.

A bíróság az ítélet indoklásában kimondta, hogy a Magyar Nemzeti Tanács és Károlyi Mihály nem felelősek a gyilkosságért.
Kiadatási kérelmet adtak ki 
- Pogány József ellen (a Világ, a Friss Újság, majd a Népszava újságírója, a Károlyi- és Berinkey-kormány idején államtitkári rangban kormánybiztosként a Katonatanács elnöke, a Tanácsköztársaság alatt hadügyi, külügyi, végül közoktatásügyi népbiztos, a székesfehérvári II. hadtest parancsnoka, a párt ellenőrző bizottságának tagja). A gyilkosságban való tevékeny részvétellel is vádolták, noha a merénylet idején többek között Károlyi társaságában éppen az Astoria erkélyéről beszélt az összegyűlt tömeghez, a nyugalom fenntartását kérve. A Tanácsköztársaság bukása után Bécsbe menekült, ahonnan levelekben is igyekezett cáfolni részvételét a merényletben. Ausztria nem teljesítette a magyar kormány rá vonatkozó kiadatási kérelmét, amelyet a Bethlen-kormány meg is szüntetett.
- Csernyák Imre, a 11-es Katonatanács ugyancsak Bécsbe menekült elnöke ellen, akit a bécsi bíróság több ízben kihallgatott, majd miután tanúkkal bizonyította ártatlanságát – a gyilkosság idején éppen IV. Károly királynak engedélyezte, hogy József főherceggel tárgyaljon –, szabadon engedték. Ausztria elutasította kiadatását.

## Történészi vélemények a perről

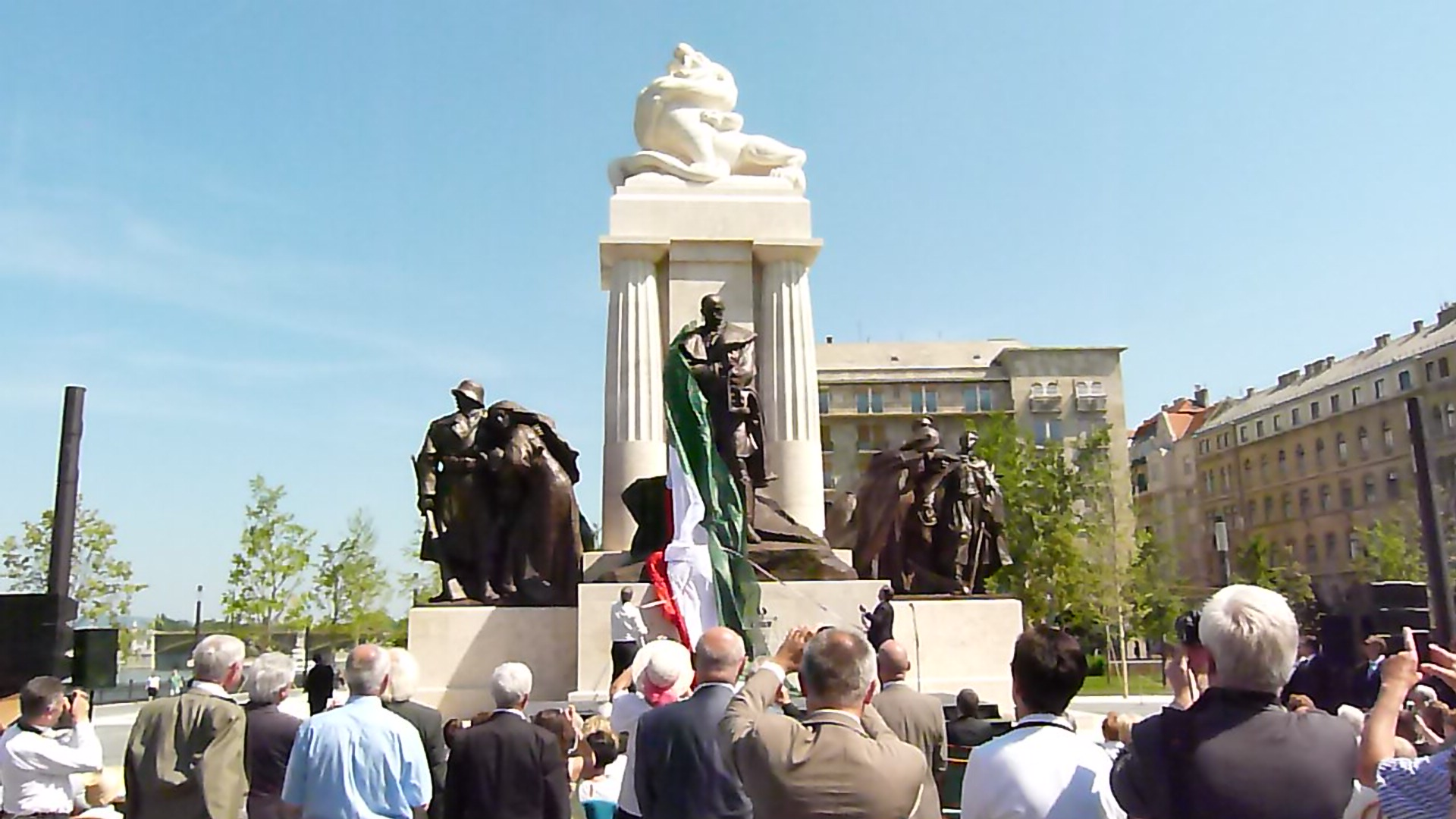
Tisza István szobrának újraavatása a budapesti Kossuth téren 2014. június 9-én

Pölöskei Ferenc szerint Bethlen István miniszterelnök azzal, hogy a per csődjét látva lezárta a Tisza-gyilkosság ügyét, „akarva, nem akarva, szükségszerűen eltüntette – úgy tűnik, immár örökre – a Tisza gyilkosság rejtélyéhez vezető nyomokat. Annyi vált csak bizonyossá, hogy az előkészítés szálai nem a Nemzeti Tanácstól indultak, s a gyilkosok személye sem azonos a Hüttner-féle vallomáson alapuló ügyészi vádiratban foglaltakkal”.
Pölöskei és Hajdu Tibor a pert koncepciósnak tarja: [Tisza] „gyilkosainak pere talán az első modern magyar koncepciós per, ahol legkevésbé az igazi gyilkosok megnevezésére törekedtek”. Más történészek ezt az értékelést helytelennek tartják, mint pl. Vincze Gábor, illetve Maruzsa Zoltán történész, egyúttal a Tisza István Baráti Társaság elnöke: „A per éppen abban különbözik a kommunista időszak koncepciós pereitől, hogy bár itt is voltak, akik valóban szerettek volna koncepciós jellegű pert, végül senkit sem ítéltek el azok közül, akik ellen nem volt semmiféle bizonyíték, így Károlyi Mihályt sem.”